# 玉村敬子
玉村 敬子（たまむら けいこ）は、日本の映像作家、イラストレーター。
主に、NHKの音楽番組「みんなのうた」などのアニメーションを制作している。

## 作成作品一覧

### みんなのうた
- 1.わたげのお散歩 / イノトモ（2005年4月・5月放送）
- 2.ピンクと呪文 / ザ★スリー・ソウル・ピグリーズ（2011年2月・3月放送）